# Pedro Fernández (España)
Pedro Fernández es un pueblo de la parroquia de Elviña, en el concejo de La Coruña. Está entre las poblaciones de San Vicente de Elviña, Peñarredonda, Pedralonga y Castro de Elviña. Puebla 170 habitantes.

## Arquitectura
Se conserva muchas casas rurales, y algún hórreo interesante.

## Economía y servicios
El pueblo se sitúa frente la Universidad de la Coruña
- Datos: Q20541418